# Ислентьев, Владимир Анатольевич
Владимир Анатольевич Ислентьев — гвардии рядовой Вооружённых Сил Российской Федерации, участник антитеррористических операций в период Второй чеченской войны, погиб при исполнении служебных обязанностей во время боя 6-й роты 104-го гвардейского воздушно-десантного полка у высоты 776 в Шатойском районе Чечни.

## Биография
Владимир Анатольевич Ислентьев родился 14 мая 1967 года в деревне Пятчино Струго-Красненского района Псковской области. После окончания средней школы отслужил срочную службу в рядах Вооружённых Сил СССР. Демобилизовавшись, вернулся на родину, трудился в совхозе. После распада СССР и масштабного сельскохозяйственного кризиса в стране на контрактной основе поступил на службу в Вооружённые Силы Российской Федерации. Контракт был подписан 6 декабря 1999 года. Был зачислен гранатомётчиком в войсковую часть № 32515 (104-й гвардейский воздушно-десантный полк, дислоцированный в деревне Черёха Псковского района Псковской области), службу проходил в 6-й парашютно-десантной роте.
С началом Второй чеченской войны в составе своего подразделения гвардии рядовой Владимир Ислентьев был направлен в Чеченскую Республику. Принимал активное участие в боевых операциях. С конца февраля 2000 года его рота дислоцировалась в районе населённого пункта Улус-Керт Шатойского района Чечни, на высоте под кодовым обозначение 776, расположенной около Аргунского ущелья. 1 марта 2000 года десантники приняли здесь бой против многократно превосходящих сил сепаратистов — против всего 90 военнослужащих федеральных войск, по разным оценкам, действовало от 700 до 2500 боевиков, прорывавшихся из окружения после битвы за райцентр — город Шатой. Гвардии рядовой Владимир Ислентьев вместе со всеми своими товарищами отражал ожесточённые атаки боевиков Хаттаба и Шамиля Басаева. В разгар боя он, израсходовав собственный боезапас, заменил собой погибшего пулемётчика. Когда пулемёт разбило миной, Ислентьев продолжал сражаться в рукопашную, уничтожив нескольких боевиков. Погиб в результате близкого разрыва вражеской гранаты. Помимо него, в тот день погибло ещё 83 его сослуживца.
Похоронен на кладбище деревни Хмер Струго-Красненского района Псковской области.
Указом Президента Российской Федерации от 12 марта 2000 года за мужество и отвагу, проявленные при ликвидации незаконных вооружённых формирований в Северо-Кавказском регионе, гвардии рядовой Владимир Анатольевич Ислентьев посмертно был удостоен ордена Мужества.

## Память
- В честь Ислентьева названа улица в его родной деревне[2].
- Бюст Ислентьева установлен в посёлке Струги Красные Псковской области[3].
- Мемориальные доски в память об Ислентьеве установлены на здании Стругокрасненской средней школы и на доме в деревне Пятчино, где, соответственно, он учился и жил[2].